# Rue Clapeyron
La rue Clapeyron est une voie du 8e arrondissement de Paris. 

## Situation et accès
Elle commence au 24, rue de Moscou et se termine au 31, boulevard des Batignolles.

## Origine du nom
Elle porte le nom du physicien Émile Clapeyron (1799-1864).

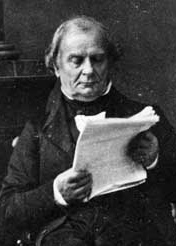
Benoît Paul Émile Clapeyron lisant.

## Historique
Cette voie ouverte par un décret du 27 juillet 1867, avait pris sa dénomination actuelle par un autre décret du 2 mars 1867. Le compositeur DEBUSSY  a habité une dizaine d'années avec ses parents au N°13 alors qu'il étudiait au Conservatoire.

## Sources
- Félix de Rochegude, Promenades dans toutes les rues de Paris. VIIIe arrondissement, Paris, Hachette, 1910.